# Фокін Володимир Іванович (футболіст)
Володимир Іванович Фокін (рос. Владимир Иванович Фокин; нар. 16 березня 1933, Москва, СРСР — пом. 6 липня 2004, Москва, Росія) — радянський російський футболіст, воротар.

## Життєпис
Вихованець юнацької команди «Спартак» (Москва).
Протягом кар'єри виступав у радянських командах «Спартак» (Москва), «Спартак» (Калінін), «команда міста Лисичанська», «Хімік» (Дніпродзержинськ), «Металург» (Дніпропетровськ), «Труд» (Смоленськ), «Текстильник» / «Спартак» (Смоленськ).